# Niko Langenhuijsen
Niko Langenhuijsen (* 12. Februar 1951 in Den Bosch) ist ein niederländischer Jazzmusiker (Kontrabass, Piano, Komposition).

## Leben und Wirken
Langenhuijsen wuchs in Boxtel auf und lebte von 1969 an in Tilburg, wo er zunächst Theologie studierte, um dann das Konservatorium zu besuchen. Er spielte Avantgarde-Jazz in der Gruppe Ohm, die 1973 den Larens Jazzconcours gewann und 1975 mit dem Wessel-Ilcken-Preis ausgezeichnet wurde. Daneben gab Langenhuijsen Workshops. Mit dort entdeckten jungen Talenten besetzte er 1976 die Bläsersektion von Ohm, später sein Oktett Gemeentereinigingsorkest Vaalbleek, mit dem er, später durch Sänger erweitert, mehrere Alben einspielte. 1985 erhielt er einen Edison für sein Album Hypo. 1992 bildete er die Gruppe Caoutchouc, in der er auch Fusionen mit Flamenco anlegte. Langenhuijsen war als Dozent an verschiedenen niederländischen Konservatorien tätig. Seit 1994 lebt er in Nijmegen. Er komponierte auch für das Metropole Orkest.
Weiterhin ist er in Gruppen und auf Alben von Paul van Kemenade, Pierre Courbois oder Jozef Dumoulin zu hören. Tom Lord verzeichnet in seiner Diskographie 14 Aufnahmen Langenhuijsens zwischen 1974 und 2007.

## Diskographische Hinweise
- Ohm Sextet J&M (mit Ab Baars, Peter Cornelis, Rob van Stratum, Willem Kühne, Pieter Henrard)
- Gemeentereinigingsorkest Vaalbleek/Cleansing Department Orchestra (BVHaast 1980, mit Paul van Kemenade, Hans Sparla, Henk Koekkoek, Toon de Gouw,  Willem Kühne, Peter Mingaars, Frans van Grinsven)
- Gemeentereinigingsorkest Vaalbleek/Cleansing Department Orchestra Doka Bonga (Eksakt, 1983)
- Hypo (Varajazz 1984, mit Willem van Manen, Toon de Gouw, Ernst Reijseger, Bohuslav Zola, Arnold Dooyeweerd)
- Vaalbleek Caoutchouc (Eksakt, 1985)
- Compass Sanstire (Traction Avant, 1987)
- Caoutchouc Plays Garcia Lorca (Timeless 1993)